# منظمة الشرق الأدنى

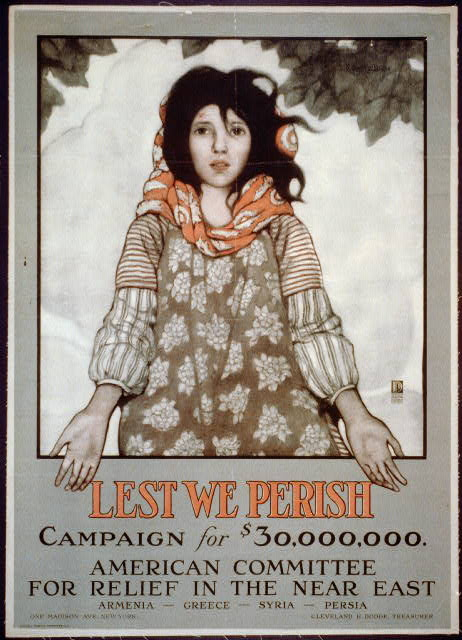

منظمة الشرق الأدنى وتعرف رسميا باسم اللجنة الأمريكية لإغاثة السوريين والأرمن (بالإنجليزية: American Committee for Armenian and Syrian) Relief ، هي منظمة أمريكية دولية تتخذ من مدينة نيويورك مقرا لها، وتعنى بالقضايا الإجتماعية والسياسية. تأسست هذه المنظمة في العام 1915، وعكفت منذ ذلك الوقت على عمل شراكات في أكثر من 40 دول حول العالم. حيث ساهمت تلك الشراكات في تحسين حياة ملايين البشر في الشرق الأدنى والأوسط كما في أفريقيا.